# Expansión
Expansión is een Spaans economisch dagblad. Met een oplage van 62.982 is Expansión het belangrijkste economische dagblad van het land. Het blad heeft ook een aantal regionale edities: voor Catalonië, Andalusië, Galicië, de regio Valencia en het Baskenland. Deze edities zijn samen goed voor nog eens 29.074 exemplaren. 
Expansión is opgericht op 27 mei 1986. In die tijd bestond de inhoud uit twee belangrijke componenten: bedrijfsinformatie aan de ene kant, en financieel nieuws en beursinformatie aan de andere kant. Vooral de zeer uitgebreide beursinformatie was vernieuwend ten tijde van de oprichting van het blad. Door de privatiseringen van staatsbedrijven onder de regering van José María Aznar in het bijzonder, en popularisatie van handel in aandelen en effecten in het algemeen, wist de krant in de jaren negentig haar verkopen te consolideren en uit te breiden. 
Door samen te werken met de Financial Times heeft Expansión in Spanje regelmatig de primeur in het financiële en economische nieuws. In de laatste jaren neemt de krant ook steeds vaker politiek nieuws op. 
Aanvankelijk werd de krant alleen op zaterdag op zalmroze papier gedrukt, maar tegenwoordig verschijnt hij altijd in die kleur. Daardoor is de krant meteen herkenbaar in de krantenkiosk of op welke andere plek ook.